# Đurđina Jauković
Đurđina Jauković (Nikšić, 24 de fevereiro de 1997) é uma jogadora de handebol montenegrina que atua como armadora esquerda. Atualmente defende o ŽRK Budućnost Podgorica e integra a Seleção Montenegrina.